# Thomas C. Holt
Thomas Cleveland Holt (né le 30 novembre 1942) est un historien américain, professeur James Westfall Thompson d'histoire américaine et afro-américaine à l'Université de Chicago. 

## Biographie
Il est né à Danville, en Virginie. Il enseigne à l'Université Howard, à l'Université Harvard, à l'Université de Californie à Berkeley et à l'Université du Michigan. Il a écrit de nombreux ouvrages sur les peuples et les descendants de la diaspora africaine. Il est président de l'American Historical Association en 1994,.
En 1978, Holt reçoit le prix Charles S. Sydnor de la Southern Historical Association pour son premier livre, Black Over White. Il est membre de la Fondation John-Simon-Guggenheim et du Woodrow Wilson International Center for Scholars de 1987 à 1988. Holt est boursier de la Fondation MacArthur en 1990. En 1994, le président Bill Clinton nomme Holt au Conseil national des sciences humaines. Il est élu membre de l'Académie américaine des arts et des sciences en 2003. Il est élu membre de l'American Philosophical Society en 2016.

## Œuvres
- The Problem of Freedom: Race, Labour, and Politics in Jamaica and Britain, 1832–1938 (Johns Hopkins University Press), 1992, lauréat du prix Elsa Goveia décerné par l'Association des historiens des Caraïbes.
- Black Over White: Negro Political Leadership in South Carolina During Reconstruction (University of Illinois Press).
- "Nathan I. Huggins Lectures", The Problem of Race in the 21st Century ( Harvard University Press ), 2000
- Avec Frederick Cooper et Rebecca Jarvis Scott, Beyond Slavery: Explorations of Race, Labor, and Citizenship in Postmancipation Societies, UNC Press, 2000, (ISBN 978-0-8078-4854-8).
- Children of Fire: a History of African Americans (Hill &amp; Wang), 2010
- Children of Fire: a History of African Americans (Oxford University Press), 2021, (ISBN 0197525822) .